# Jorge Caldara
Jorge Caldara ( Buenos Aires, Argentina, 17 de septiembre de 1924 – ibídem, 24 de agosto de 1967 ) fue un bandoneonista, director de orquesta y compositor dedicado al género del tango que además de dirigir su propia orquesta estuvo en las de Francisco Lauro, Alberto Pugliese, Emilio Orlando y Osvaldo Pugliese, donde alcanzó su cima como músico, arreglador y compositor, entre otras Como compositor se recuerdan, entre otros, sus tangos Pastoral, Pasional y Por pecadora

## Primeros años
Nació en el barrio de Abasto y tenía 4 años cuando la familia se muda al de  La Paternal, siempre en la ciudad de Buenos Aires. Le gustó desde chico la música, en especial el piano, pero su padre que era aficionado al tango lo convenció de estudiar bandoneón con un profesor del barrio. Por motivos económicos debió dejar ese estudio y emplearse como obrero, primero en una fábrica de cartón y luego en otra de balancines.

## Actividad profesional
A los 14 años consiguió ingresar a la orquesta del Cieguito Tarantini, que actuaba en el Café El Nacional, de la calle Corrientes, y allí se percató que carecía de los conocimientos necesarios por lo que buscó adquirirlos tomando clases de Minotto Di Cicco, Carlos Marcucci y, más adelante, de Félix Lipesker. Ya mejor preparado formó con compañeros de estudios el conjunto barrial Orquesta Juvenil Buenos Aires, cuyo cantor llegó a triunfar más adelante con el nombre de Rodolfo Galé. Este conjunto actuaba en el Café Germinal de la calle Corrientes los martes, como cambio de la orquesta de Aníbal Troilo.
El conjunto se disgregó y Caldara fue contratado por Francisco Lauro para integrar su Orquesta Típica Los Mendocinos, cuyo nombre derivaba de su actuación en el restaurante Un Rincón de Mendoza. En 1939 ingresó a la fila de bandoneones de la orquesta del violinista Alberto Pugliese, que ese año actuó en los bailes de verano en el predio de la Sociedad Rural Argentina en Palermo y por Radio Del Pueblo. En 1944 Caldara dejó la actividad para cumplir con el servicio militar obligatorio en el Regimiento de Patricios ubicado en el barrio de Palermo de Palermo hasta que, gracias a una autorización de sus superiores, pudo ingresar a la orquesta del bandoneonista Emilio Orlando, que se presentaba por Radio El Mundo, con el cantor José Berón y allí sus condiciones hicieron que le dieran la función de bandoneonista cadenero, a pesar de ser el segundo bandoneón de la orquesta.
Hacia 1944 Osvaldo Pugliese debe reorganizar su orquesta por la partida de los bandoneonistas Enrique Alessio, Quiroga y Osvaldo Roscini y los reemplazó con Caldara, Esteban Enrique Gilardi y Oscar Castagniaro. 
El mismo Pugliese declaró que la elección de Caldara se debió a su vigorosa personalidad, capaz de arrastrar en la ejecución a los otros bandoneonistas. Con Osvaldo Ruggiero, que ya estaba en la orquesta desde agosto de 1939, Caldara formó una dupla destacada muy apreciada por los seguidores de la orquesta.
Durante más de 10 años estuvo con Pugliese trabajando en Radio El Mundo, bailes, giras y grabaciones. Entre estas últimas se encontraron sus tangos Patético (1948), Pastoral (1950), Pasional (1951) y Por pecadora (1952). El cariño, respeto y admiración por el maestro Pugliese fueron expresados con el homenaje que le brindó con el tango Puglieseando de su autoría y su versión tan especial de La yumba.  A fines de 1954 dejó la orquesta y encaró un nuevo proyecto; había ocurrido que en 1953 mientras estaba ligado a la orquesta de Pugliese fue escuchado tocando en una reunión por la cancionista japonesa Ranko Fujisawa, que además era esposa de la mujer del director de la Orquesta Típica Tokio Shanpei Hayakawa, de visita en Argentina, quien lo invitó a viajar a Japón para formar allá una orquesta. En esa oportunidad la rehusó debido a su compromiso con Pugliese pero en ocasión de la nueva visita de Fujisawa, la aceptó y viajó a Japón con toda su familia.
Tras una cuidada selección, la orquesta quedó armada y debutó por Radio Tokio; después actuó en las radioemisoras Nipon, Binca y N.H.K., en el canal de televisión J.O.R.K. y en los teatros Kokusai y Nibiahai e hizo algunas grabaciones, incluyendo los tangos orquestales Lorenzo, de Agustín Bardi y Jueves, de Udelino Toranzo y Rafael Rossi.
Después de un año volvió a Argentina y organizó su propio conjunto, que trabajó entre 1955 y 1960, revistando en sus filas, entre otros, el contrabajista Norberto Samonta; los bandoneonistas Alberto Caracciolo, Elbio Garbuglia, Daniel Lomuto, Alfredo Marcucci, Carlos Niesi, Jacinto Nieves, Armando Rodríguez, Ricardo Varela; el pianista Rodolfo Mansilla y los violinistas César Rilla, Juan Potenza, Norberto Bernasconi, Roberto Gallardo, Armando Cabrera, Alfio Messina, Eduardo Walczak y Fernando Suárez Paz. Inicialmente los cantores fueron Raúl Ledesma y Carlos Montalvo, a fin de 1957, Ledesma fue reemplazado por Horacio Dugan, al que luego sustituyó Miguel Martino. Debutaron en Radio Splendid iniciando la actuación con el tango El irresistible de Lorenzo Logatti, grabaron en  Odeon con las voces de Ledesma y Montalvo y al siguiente año pasaron a actuar en Radio El Mundo.
Sin dejar la dirección de su orquesta, en 1960 integró con el violinista Hugo Baralis, el pianista Armando Cupo y el violinista Kicho Díaz el cuarteto Estrellas de Buenos Aires, que hizo giras por América, actuó en la televisión peruana y realizó algunas grabaciones para Odeon. En la década de 1960 transformó su orquesta asociando a los cantores Ricardo Ruiz y Rodolfo Lesica, pero el primero se separó al poco tiempo no sin antes dejar grabado para la discográfica Music-Hall el tango de Luis Stazo y Federico Silva Mi malacara y yo, cantado a dúo con Lesica, en tanto este registró el tango Mis consejos de Héctor Marcó. El conjunto pasó a llamarse Caldara-Lesica y grabó para la misma discográfica los instrumentales Nochero soy, Mi bandoneón y yo' y La yumba además de los que cantó Lesica: Confesión, Ríe payaso y Por la vuelta.
Más adelante formó una nueva orquesta con los bandoneonistas Carlos Goliat, Miguel Incardona y Omar Nacir además de él mismo; el contrabajista Fernando Romano; el pianista Rodolfo Mansilla; los violinistas Mario Abramovich, Antonio Agri, Carlos Arnaiz, Mario Grossi, Antonio Magnético, Félix Molino y Fernando Suárez Paz y el violoncelista José Federighi. En 1966 Roberto Echagüe reemplazó a Lesica y durante el año que estuvo antes que lo sustituyera Raúl Funes registró los tangos La novia ausente y Madame Ivonne. 
En 1963 los médicos diagnosticaron que Caldara  padecía la Enfermedad de Hodgkin (cáncer en los ganglios linfáticos) y tras una lucha de cuatro años falleció en Buenos Aires el 24 de agosto de 1967.

## Labor como compositor
Sus composiciones con dedicatoria fueron sus tangos instrumentales Bamba, Tango 05 y Papilino y, con letra, Solo, Dios, vos y yo (los dos últimos en colaboración con Rodolfo Lesica -Rodolfo Alberto Aiello-), dedicados a su hija, a la Fuerza Aérea Argentina, a su hijo y a su esposa, respectivamente. Entre sus obras se recuerdan especialmente sus instrumentales Con T de Troilo, Patético, Pastoral, Puglieseando y Patriarca; los que compuso con el bandoneonista Luis Stazo, Mi bandoneón y yo (Crecimos juntos), Bandoneón para vos y Cuando habla el bandoneón; y con Daniel Lomuto, Sentido. Entre los tangos cantados, con letra de Mario Soto, Gorrión de barrio, su primer tango, Muchachita de barrio, Pasional, su obra más popular, Por pecadora y Profundamente; con letra de Abel Aznar, No ves que nos queremos, con letra de Laureano Martínez González, Estés en donde estés y sobre versos de Norberto Samonta, Paternal.

### Pasional
Pasional, su tango más popular, con letra de Mario Soto, fue creado en 1951 y grabado por distintas orquestas. Dice José María Otero de Pasional:

”…uno de los tangos paradigmáticos del repertorio popular. Esta obra también significó un paso trascendental para el cantor Alberto Morán, instalándose como uno de los tangos románticos más requerido por el público. El dramatismo de sus versos y la genial interpretación de Morán, resultaron una fórmula perfecta.”

Fue registrado, entre otros, por Juan Carlos Baglietto, Juan Carlos Fabri con la Orquesta Miguel Caló el 23 de mayo de 1951 para Odeon, Oscar Larroca con la Orquesta Alfredo De Angelis el 5 de noviembre de 1951, Aníbal Jaule  con la Orquesta Domingo Moles en 1985, Rubén Juárez con la Orquesta Armando Pontier el 6 de diciembre de 1973, Alberto Morán con la Orquesta Osvaldo Pugliese el 24 de noviembre de 1952 para Odeon, en 1955 con Armando Cupo y en 1986, con el acompañamiento de la orquesta de Alberto Di Paulo, por Mario Demarco con Raúl Quiroz en el sello Pathé entre 1951 y 1953 y Mónica Navarro con el acompañamiento del guitarrista Luis Apotheloz en 2005 en Montevideo.

## Valoración
Opina José María Otero que “aunque más no fuera por la creación de ese maravilloso tango llamado Patético, tan rico en ecos musicales, su nombre debería estar significado con esa respiración tan especial que tiene el fueye y que inyecta electricidad a los movimientos de bailarines y músicos. Construido  alrededor de un tono hímnico, destella por su gran vuelo en el desarrollo melódico. Y es tan intenso en la homilía pugliesana como en aquella sacralidad que  imponía el fueye de Pichuco, si escuchamos los registros de sus respectivas orquestas.”
Por su parte él Julián Centeya escribió sobre Caldara: “Su bandoneón dominado en el paréntesis de sus manos, deja de ser una cosa para adquirir toda la propiedad comunicadora de carne y espíritu”.